# Казалинела (Козенца)
Казалинела је насеље у Италији у округу Козенца, региону Калабрија.
Према процени из 2011. у насељу је живело 341 становника. Насеље се налази на надморској висини од 706 м.